# Maigreur

Graphique de l'indice de masse corporelle.

La maigreur est l'état de ce qui est maigre. Dans le cas d'une personne, on parle d'insuffisance pondérale ou parfois de minceur excessive. À ce titre, elle est définie par l'Organisation mondiale de la santé comme la condition anormale des individus dont l'indice de masse corporelle est compris entre 15 et 18,5.
La maigreur pathologique augmente le risque de maladies diverses parmi lesquelles on peut citer les infections ou l'ostéoporose mais peut également être le symptôme de l'une d'elles. Elle peut être également un état non pathologique, c'est-à-dire constitutionnelle, stable et ne s'accompagnant d'aucun trouble.

## Étiologie
Les causes peuvent être :
- sociologiques : famine, pauvreté ;
- psychiatriques : anorexie mentale, dépression ;
- médicales : néoplasie, infection grave (tuberculose, etc.), diabète de type 1, toxicomanie, maladie intestinale avec malabsorption, SIDA, etc. ;
- génétiques : héréditaire ;
- morphologiques : os fins, muscles fins ;
- la maigreur constitutionnelle.

## Législation
En France, la notion de minceur excessive a été introduite dans la Loi de modernisation du système de santé (LMSS) adoptée le 17 décembre 2015[réf. souhaitée].